# Фіппс (прізвище)
Фіппс (англ. Phipps) — прізвище, яке походить від імені Філіп (англ. Philip).

## Відомі люди
- Бесс Фіппс Доусон (1916—1994), американська художниця
- Білл Фіппс (1942—2022), також відомий як преподобний Вільям Фіппс, канадський церковний лідер і активіст соціальної справедливості
- Ванда Фіппс, афроамериканська поетка, що співпрацює з Вірляною Ткач
- Вільям Фіппс (1651—1695), колоніальний губернатор Массачусетсу
- Вільям Едвард Фіппс (1922—2018), голлівудський актор і продюсер
- Вільям Фіппс Блейк (1826—1910), американський геолог і мінералог
- Ернест Фіппс (1900—1963), американський співак і п'ятдесятницький проповідник
- Грейс Фіппс (нар. 1992), американська актриса
- Дженніфер Фіппс (1932—2019), канадська актриса
- Джил Фіппс (1964—1995), англійська активістка за права тварин
- Квентін Фіппс, американський політик і член Палати представників Коннектикуту
- Лоуренс Коул Фіппс (1862—1958), сенатор США від Колорадо
- Майк Фіппс (нар. 1947), професійний футбольний захисник
- Макс (Максвелл Джон) Фіппс (1939—2000), австралійський актор
- Мак-Кінлі Фіппс молодший (нар. 1977), американський репер, більш відомий як Мак
- Мамі Кларк (до шлюбу — Фіппс) (1917—1983), афроамериканська громадянська активістка і психолог
- Пітер Джозеф Фіппс (нар. 1973), американський суддя
- Поллі Фіппс, американський статистик
- Прікеба Фіппс, американський олімпійський волейболіст
- Саллі Фіппс (1911—1978), американська акторка
- Сандра Лі Фіппс, американська фотографиня
- Сесіл Гаррі Фіппс (1896—1968), англійський футболіст
- Стів Фіппс (нар. 1971), тренер з американського футболу
- Спенсер Фіппс (1685—1757), племінник і прийомний син сера Вільяма, віцегубернатор і чинний губернатор колоніального Массачусетсу
- Томас Фіппс (?-1823), лондонський срібник
- Чарльз Фіппс (1753—1786), британський морський офіцер і член парламенту
- сер Чарльз Бомонт Фіппс (1801—1866), британський військовий і придворний
- Чарльз Джон Фіппс (1835—1897), англійський архітектор
- Чарльз Ніколас Пол Фіппс (1845—1913), англійський землевласник і член парламенту від консерваторів
- Чарльз Пол Фіппс (1815—1880), англійський купець і член парламенту від консерваторів

## Інше
- Фіппс — дворецький, персонаж п'єси Оскара Вайлда «Ідеальний чоловік» (1895)

## Відомі родини
Родина американських підприємців і філантропів:
- Генрі Фіппс молодший (1839—1930)
- Джон Шаффер Фіппс (1874—1958)
- Гледіс Міллс Фіппс (1883—1970)
- Ліліан Боствік Фіппс (1906—1987)
- Огден Фіппс (1908—2002)
- Огден Міллз Фіппс (1940—2016)

Родина британських аристократів, землевласників і дипломатів:
- Сер Костянтин Генрі Фіппс (1656—1723), лорд-канцлер Ірландії
- Костянтин Фіппс, 1-й маркіз Норманбі (1797—1863), лорд-лейтенант Ірландії
- Джордж Фіппс, 2-й маркіз Норманбі (1819—1890), військовий і політик
- Генрі Фіппс, 1-й граф Малгрейв (1755—1831), міністр закордонних справ
- Костянтин Фіппс, 1-й барон Малгрейв (1722—1775), ірландський пер
- Костянтин Фіппс, 2-й барон Малгрейв (1744—1792), дослідник
- Чарльз Фіппс (1753—1786), морський офіцер
- Рамзі Вестон Фіппс (1838—1923) королівська артилерія, військовий історик
- Сер Костянтин Фіппс (1840—1911), дипломат
- Сер Ерік Фіппс (1875—1945), дипломат

Родина британських пивоварів, бізнесменів і політиків з Таустера і Нортгемптона:
- Пікерінг Фіппс I (1772—1830), засновник пивоварні Phipps у 1801 році, мер Нортгемптона у 1821 році
- Джон Фіппс (1798—1875), мер Нортгемптона 1831 року
- Джон Фіппс 2 (1823—1883), мер Нортгемптона
- Пікерінг Фіппс II (1827—1890), мер Нортгемптона, член парламенту
- Пікерінг Фіппс III (1861—1937), бізнесмен, Верховний шериф Нортгемптонширу

Англійська родина, що походила із сукнарів (і, пізніше, землевласників) із Вестбері, Вілтшир:
- Томас Фіппс (бл.  1648—1715), торговець і короткочасний член парламенту
- Вільям Фіппс (бл.  1681—1748), губернатор Бомбею
- Джеймс Фіппс (бл.  1687—1723), генерал-капітан Королівської африканської компанії та губернатор замку Кейп-Кост
- Джон Льюїс Фіппс (1801—1870), торговець кавою та нетривалий час член парламенту
- Чарльз Пол Фіппс (1815—1880), торговець кавою та член парламенту
- Чарльз Ніколас Пол Фіппс (1845—1913), торговець кавою та член парламенту
- Джойс Гренфелл (уроджена Фіппс) (1910—1979), письменниця та акторка
- Саймон Вілтон Фіппс (1921—2001), єпископ Лінкольна
- Командор Джек Фіппс (1925—2010), адміністратор мистецтва
- Мартін Фіппс (нар. 1968), композитор